# Domenico Scarlatti
Giuseppe Domenico Scarlatti (sinh năm 1685 tại Naples, mất năm 1757 tại Madrid) là nhà soạn nhạc người Ý đã dành phần lớn cuộc đời của mình trong việc phục vụ các gia đình hoàng gia Bồ Đào Nha và Tây Ban Nha. Ông là một trong những nhà soạn nhạc xuất sắc nhất thời kỳ Baroque và có ảnh hưởng trong sự phát triển của phong cách cổ điển. Ngoài ra ông còn là nghệ sĩ đàn clavecin, đàn organ và là nhạc trưởng.

## Thân thế sự nghiệp
Domenico Scarlatti sinh ra ở Naples, ông là con thứ 6 trong 10 người con của Alessandro Scarlatti, nhà soạn nhạc cũng của thời kỳ Baroque. Cậu bé Domenico đã học nhạc với người thầy đầu tiên chính là người cha Alessandro. Tiếp theo là học với Gaetano Greco, Bernardo Pasquini, Francesco Gasparini và Antonio Alfredo de Fernandos ở thành phố trên nước Venice còn Fernandos là khi ông đến Barcelona. Năm 1701, ông được bổ nhiệm làm nhà soạn nhạc và nghệ sĩ đàn đại phong cầm tại nhà nguyện hoàng gia ở Naples. Từ năm 1709 đến năm 1720, Domenico Scarlatti sống ở thành Roma. Năm 1709, Hồng y giáo chủ Ottoboni, chủ nhân của George Frideric Handel, tổ chức một cuộc thi đấu hữu nghị về đàn organ và đàn clavecin cho Scarlatti và Handel. Cuối cùng, kết quả là hòa: Handel thắng ở phần đàn organ, Scarlatti thắng ở phần đàn clavecin. Năm 1720, Scarlatti chuyển đến Lisbon, một thành phố của Bồ Đào Nha. Năm 1729 ông chuyển đến Sevilla, ở trong bốn năm và đã học được một số kiến thức về flamenco. Năm 1733 ông định cư ở Madrid, thủ đô của Tây Ban Nha cho đến cuối đời.
Scarlatti mất ở Madrid ngày 23 tháng 7 năm 1757.

## Phong cách sáng tác
Ông sáng tác chủ yếu cho đàn clavecin. Âm nhạc của Domenico Scarlatti nổi lên vẻ đẹp và sự phong phú về giai điệu, sự tinh tế, hóm hỉnh, sử dụng nhiều chất liệu âm nhạc dân gian, sinh hoạt đương thời, nhất là âm nhạc nhảy múa lúc đó. Những tác phẩm của ông đóng vai trò quan trọng trong sự phát triển của hình thức sonata cúng như của kỹ thuật chơi đàn phím. Đến nay nhiều tác phẩm của ông được giảng dạy và biểu diễn nhiều.

## Một số tác phẩm
Năm 1738 ông xuất bản 30 Essercizi, là bộ sưu tập nổi tiếng nhất của ông. Domenico Scarlatti sáng tác trên 10 vở opera, các bản oratorio, bốn bản mixa, những bản cantata và các tác phẩm âm nhạc tôn giáo khác, 545 bản fuga và sonata cho đàn clavecin (có 496 bản được xuất bản và được chính tác giả gọi là Những bài tập), những bản serenade và nhiều tác phẩm thanh nhạc khác ông có thể đã học từ nhạc sĩ Antonio Alfredo de Fernandos.